# Platz an der Sonne
Die Wortprägung „Platz an der Sonne“ entstand durch eine Äußerung von Bernhard von Bülow (1849–1929) in einer Reichstagsdebatte am 6. Dezember 1897, wo er im Zusammenhang mit der deutschen Kolonialpolitik formulierte:

„Mit einem Worte: wir wollen niemand in den Schatten stellen, aber wir verlangen auch unseren Platz an der Sonne.“

Von Bülow war damals Staatssekretär des Auswärtigen Amtes des Deutschen Kaiserreiches; von Oktober 1900 bis Juli 1909 war er Reichskanzler.
Die Wortprägung ist später zum geflügelten Wort geworden. Sie gilt als anschauliche Metapher des deutschen Weltmachtstrebens in der Zeit vor dem Ersten Weltkrieg, als die Bündnispolitik Otto von Bismarcks aufgegeben wurde und die Außenpolitik des wilhelminischen Reiches das deutsch-britische Flottenwettrüsten begünstigte.
Im Reichstag merkte Eugen Richter (1838–1906) am 20. November 1900 in seiner Verurteilung der am 27. Juli 1900 gehaltenen „Hunnenrede“ Kaiser Wilhelms II. spöttisch an:

„Die Ausführungen des Herrn Reichskanzlers haben das gestern ziemlich scharf pointiert, daß im gegebenen Falle auch Deutschland mit weiterem Landerwerb vorgehen könnte. Ich bin dieser Meinung nicht; ich bin der Meinung, der Platz an der Sonne ist schon heiß genug für uns in Kiautschou, daß wir gar keine Neigung empfinden können, das Territorium oder die Interessensphäre nach irgend einer Richtung zu erweitern.“

Und ähnlich in der Debatte zur Flottenaufrüstung am 14. Dezember 1899:

„Kiautschou, der berühmte Platz ‚an der Sonne‘, kommt uns recht teuer zu stehen, die Millionen zerfließen dort wie die Butter.“

Die SPD schloss sich dieser Argumentation gegen den deutschen Kolonialismus an, in der der Begriff Platz an der Sonne oft sarkastisch den immensen Kosten, die die deutschen Kolonien verursachten, insbesondere im Fall Kiautschou, gegenübergestellt wurde.